# Gustave Bahoken
Gustave Baheten Bahoken (ur. 13 czerwca 1979 w Duali) – kameruński piłkarz grający na pozycji obrońcy.

## Kariera piłkarska

### Klubowa
Gustave Bahoken jest wychowankiem drużyny Cotonsport Garoua. Karierę kontynuował w Europie. Był piłkarzem takich zespołów jak: FC Sion, Le Havre AC, Valenciennes FC, FC Rouen, Livingston F.C. (skąd był wypożyczony do Angers SCO), Aalesunds FK, Bradford City, Botew Płowdiw, Persela Lamongan i Mitra Kukar FC. Zawodnik ten nie strzelał zbyt dużo bramek. Najwięcej w lidze strzelił jako gracz FC Rouen – dwie. Poza tym trafił również w barwach Aalesunds FK.

### Reprezentacyjna
Gustave Bahoken, w reprezentacji Kamerunu zadebiutował w 2003 roku. Został powołany na Puchar Konfederacji 2003, zaś w 2004 roku na Puchar Narodów Afryki 2004.